# Oleksandr Alf'orov
Oleksandr Anatolijovyč Alf'orov (in ucraino Олександр Анатолійович Алфьоров?; Kiev, 30 novembre 1983) è un militare e storico ucraino, ricercatore presso l'Istituto di Storia dell'Ucraina dell'Accademia Nazionale delle Scienze dell'Ucraina, capo dell'Istituto ucraino della memoria nazionale, maggiore della riserva delle Forze armate dell'Ucraina ed ex membro della 3ª Brigata d'assalto "Azov".

## Biografia
Discende dalla famiglia nobile ucraina Alf'orov. È nato a Kiev in una famiglia di scienziati: il padre, Anatolij Alferov, dottore in Biologia, ha lavorato a lungo con Nikolaj Amosov; la madre, Jevhenija Alf'orova, è un'insegnante. Con la moglie Tetjana sta crescendo cinque figli.

### Formazione
Nel 2001 si è diplomato alla scuola secondaria n. 137 di Kiev. Durante gli studi ha partecipato attivamente al concorso dell'Accademia minore delle scienze, vincendo la fase panucraina del MAN in storia. Nel 2006 si è laureato con lode presso l'Istituto di formazione storica dell'Università pedagogica nazionale Drahomanov con una laurea in storia e diritto. Nel 2012 ha discusso la tesi di dottorato in Storia dell'Ucraina sul tema "Il ruolo della famiglia cosacca e del sergente maggiore Holub nella storia dell'Ucraina del XVI-XVIII secolo". Dal 2012 al 2014, è stato studente part-time presso l'Accademia teologica ortodossa di Kiev.

### Attività lavorativa
A partire dal 2008 ha lavorato come conduttore radiofonico presso la Radio ucraina "Cultura", conducendo il programma d'autore "Affreschi storici". Dal 2010 è ricercatore junior (dal 2012 ricercatore) presso l'Istituto di Storia dell'Ucraina dell'Accademia Nazionale delle Scienze dell'Ucraina.
Fra il 2014 e il 2018, durante la guerra del Donbass, è stato addetto stampa del deputato del popolo ucraino Andrij Bilec'kyj e, dall'inverno 2014 al giugno 2015, capo del servizio stampa del Reggimento Azov.
Dal 2019 è conduttore televisivo presso il canale televisivo pubblico UA: Culture.
Nel 2020-2021 è stato coordinatore della sezione ucraina del progetto dell'Università di Princeton "Framing the Late Antique and Medieval Economy".
Dall'aprile 2022 è un ufficiale del Reggimento operazioni speciali Azov-Kyiv e, da settembre, della 3ª Brigata d'assalto "Azov". In particolare ha ricoperto il ruolo di capo del gruppo di formazione umanitaria e di supporto informativo del dipartimento di supporto psicologico. Allo stesso tempo è stato a capo del gruppo di esperti della de-russificazione a Kiev.
Il 27 giugno 2025 il Consiglio dei Ministri dell'Ucraina ha nominato Oleksandr Alf'orov capo dell'Istituto ucraino per la memoria nazionale.

### Attività pubbliche e politiche
Nel periodo 2001-2007 è stato responsabile del ramo giovanile della ONG "Unione degli atamani-statisti". È membro della Società araldica ucraina.
Dal 2016 è membro del consiglio supremo del partito politico Corpo Nazionale e portavoce del partito. Dal 2018 è a capo della campagna panucraina "Memoria della nazione".
È responsabile della commissione toponomastica di esperti per l'elaborazione delle proposte di ridenominazione degli enti urbani i cui nomi sono associati alla Federazione Russa e/o ai suoi alleati presso l'Amministrazione statale della città di Kiev.
Al giugno 2025 il suo canale YouTube dedicato alla divulgazione scientifica conta 490 mila iscritti.

## Dichiarazioni
Nell'intervista rilasciata a RBC-Ucraina il 2 febbraio 2024, Alf'orov si è opposto a paragonare Vladimir Putin ad Adolf Hitler perché Hitler "ha ricevuto un'educazione tedesca, era un artista ed è stato educato alla filosofia e alla cultura della Germania". Ha inoltre affermato che è impossibile paragonare i popoli della Germania nazista e della Russia di oggi perché i tedeschi nazisti sono stati "educati nello spirito della legge, dell'obbedienza, con una forte etica cristiana".